# 大宝 (企業)
大宝株式会社（たいほう）は、かつて存在した日本の映画配給会社である。1961年（昭和36年）8月31日の新東宝株式会社の倒産後、同年9月1日に配給部門を分社化して設立したが、わずか4か月後の翌年1962年（昭和37年）1月10日には業務停止となった。

## 略歴・概要
1960年（昭和35年）12月1日、経営不振から社長の大蔵貢が退陣、1961年（昭和36年）5月には製作を停止していた新東宝が同年8月31日をもって倒産。1950年（昭和25年）1月18日に設立されていた新東宝配給株式会社を母体に、同年9月1日に配給部門を分社化して設立した。
設立第1回配給作品は、新東宝のプロデューサーだった佐川滉が設立した佐川プロダクションが製作、おなじく新東宝の助監督であった山際永三が監督した『狂熱の果て』であった。
わずか4か月後の翌年1962年（昭和37年）1月10日には業務停止となった。佐川プロダクションが製作した『黒と赤の花びら』は、同年1月14日にかろうじて公開にこぎ着けている。『波止場で悪魔が笑うとき』も同年1月3日に『大吉ぼんのう鏡』と2本立てで公開されている。
2009年（平成21年）、散逸していた『黒い傷あとのブルース』、『黒と赤の花びら』、『波止場で悪魔が笑うとき』の16ミリプリントが発見され、上映会が開かれている。このプリントおよびポスター等の発見により、長らく「中川信夫の幻の作品」とされていた『波止場で悪魔が笑うとき』が、かつて1961年（昭和36年）に曲谷守平監督の『北上川悲歌』を製作した第一プロダクション製作・「中川順夫」監督作品であることが判明した。
また、『狂熱の果て』は東京国立近代美術館フィルムセンター（現･国立映画アーカイブ）に35mmネガフィルムが収蔵されていると判明。 2018年2月2日・20日にフィルムセンターの上映企画「発掘された映画たち2018」でニュープリントにて56年ぶりに上映された。
なお、開催期間中（2018年1月30日～3月4日）はフィルムセンター大ホール前に『狂熱の果て』の台本・スチール写真・公開当時の縦長ポスターが展示された。さらに、2018年10月24日・12月5日に国立映画アーカイブの上映企画「国立映画アーカイブ開館記念・アンコール特集」で再上映された。

## フィルモグラフィ
- 『狂熱の果て』、監督山際永三、製作佐川プロダクション、1961年11月1日公開（現存）
- 『黒い傷あとのブルース』、監督小野田嘉幹、製作佐川プロダクション、1961年11月22日公開（現存）
- 『飼育』、監督大島渚、製作パレスフィルムプロ、1961年11月22日公開（現存）
- 『大吉ぼんのう鏡』、監督猪俣勝人、製作シナリオ文芸協会、1962年1月3日公開（現存）
- 『波止場で悪魔が笑うとき』、監督中川順夫、製作第一プロダクション、1962年1月3日公開（現存）
- 『黒と赤の花びら』、監督柴田吉太郎、製作佐川プロダクション、1962年1月14日公開（現存）

## 註
1. ↑  シネマトライアングル「発掘！幻の大宝映画」より"http://www.cinema-triangle.com/daiho/"
2. 1 2  ｢異端の映画史  新東宝の世界」2017年2月3日  映画秘宝編集部・編  洋泉社・刊
3. 1 2 3  #外部リンク欄、nipponeiga.comの「大宝」の項を参照、2009年10月20日閲覧。二重リンクを省く。
4. ↑  『キネマ旬報』誌の1962年3月下旬号の記述
5. ↑  波止場で悪魔が笑うとき、kinejun.jp, 2009年10月20日閲覧。
6. ↑  北上川悲歌、日本映画データベース、2009年10月20日閲覧。
7. ↑  国立近代美術館フィルムセンター ホームページ 上映企画「発掘された映画たち2018」"https://www.momat.go.jp/fc/exhibition/hakkutsu2018-2/#section1-2"